# Cataulacus traegaordhi
Cataulacus traegaordhi är en myrart som beskrevs av Santschi 1914. Cataulacus traegaordhi ingår i släktet Cataulacus och familjen myror. Inga underarter finns listade.